# Javier Aramendia
Francisco Javier Aramendia Llorente (født 5. december 1986) er en spansk professionel landevejsrytter, som kører for det baskiske ProTour-hold Euskaltel-Euskadi.